# Alexander Wylie
Alexander Wylie (London, 1815. április 6. – Cambridge, 1887. február 6.; kínai neve pinjin hangsúlyjelekkel: Wěilièyàlì; magyar népszerű: Vej-lie-ja-li; hagyományos kínai: 偉烈亞力; egyszerűsített kínai: 伟烈亚力) brit protestáns hittérítő, sinológus.

## Élete, munkássága
Wylie asztalostanonc volt, amikor Prémare Notitia linguae sinicae latin nyelvű kínai nyelvtan könyve akadt a kezébe. Ezzel és egy kínai nyelvű Újszövetséggel egyedül tanult meg kínaiul olvasni. Későbbi nekrológ írójának, az őt még személyesen ismerő Henri Cordienek így számolt be kezdetei tanulmányairól:

„...A Biblia Társaságtól kerítettem egy Újszövetséget. Fellapoztam a negyedik evangéliumot, mert tudtam, hogy annak első szakaszában 'Isten' neve kétszer, a 'világ' szó pedig háromszor fordul elő. Ezeket lejegyeztem, majd ugyanígy sillabizáltam ki az összes többi szót is. ”

Kiváló nyelvtudására felfigyelt a vele egyidős James Legge, aki 1847-ben kinevezte őt a Londoni Missziós Társaság 1800-ban alapított sanghaji kiadójának munkatársának. Munkája során Wylie széles körű ismereteket szerzett a kínai vallásokról éppúgy, mint a nyugati matematikáról. 1853-ban publikált Jottings on the Science of the Chinese című tanulmányában bebizonyította, hogy a brit matematikus, William George Horner (1786–1837) 1819-ben ismertetett, Horner-módszerként ismertté vált algebrai egyenlet megoldási módszerét a kínai matematikusok már a 14. században ismerték és használták.
Az európai tudomány Kínában való megismertetésében, elterjesztésében is jelentős szerepet játszott. lefordította kínaira Loomis, valamint De Morgan matematikai és Herschel csillagászati műveit.
Életrajz írója, Cordier szerint lefordította angolra, majd a teljes konfuciánus kánont, de mivel nem tartotta hibátlannak, kéziratban maradt, majd munkájának nyoma veszett.
Amikor egészsége és látása is megromlott, 1877-ben visszatért Londonba. 1882-ben eladta az Oxfordi könyvtárnak kínai tartózkodása alatt összegyűjtött mintegy 20 000 példányt számláló könyvgyűjteményét. Ezek a művek ma a Bodleian Könyvtárban, Alexander Wylie Gyűjteményben lelhetők fel. Hetvenegy éves korában – 1887. február 6-án – vakon és ágyhoz kötött betegként hunyt el hampsteadi otthonában.